# Hans Grugger
Johann „Hans“ Grugger (* 13. Dezember 1981 in Bad Hofgastein) ist ein ehemaliger österreichischer Skirennläufer. Er wurde 2001 Juniorenvizeweltmeister im Riesenslalom und startete von 2003 bis 2011 im Skiweltcup, in dem er vier Rennen gewann. Er musste seine Karriere nach einem lebensgefährlichen Sturz im Training für die Kitzbüheler Streif beenden.

## Biografie
Grugger begann im Alter von drei Jahren mit dem Skilauf. Er wurde 1996 Kadermitglied des Salzburger Landesskiverbandes und nahm im November desselben Jahres erstmals an FIS-Rennen teil. Schon im Jugendalter unterbrachen mehrere Verletzungen seine Laufbahn, im Januar 1998 erlitt er den ersten Kreuzbandriss im Training für die am 12. und 13. Januar terminisierten Europacup-Abfahrten in Zauchensee. 1999 wurde Grugger in den Nachwuchskader des Österreichischen Skiverbandes aufgenommen, durch eine Halswirbelverletzung musste er aber im Jahr 2000 wieder längere Zeit pausieren. 2001 nahm der Salzburger an den Juniorenweltmeisterschaften in Verbier teil und feierte mit dem zweiten Platz im Riesenslalom hinter seinem Landsmann Hannes Reiter den ersten großen Erfolg. Kurze Zeit später gewann er in Megève drei FIS-Rennen in Serie.
Ab der Saison 2001/02 gelangen Grugger auch im Europacup gute Platzierungen und er entwickelte sich zu einem Abfahrts- und Super-G-Spezialisten. Im Februar 2002 fuhr er in der Abfahrt von Tarvis erstmals unter die besten drei. Er konnte sich in der Saison 2002/03 weiter steigern und erreichte mit seinen beiden Siegen beim Saisonfinale in Piancavallo den dritten Platz in der Abfahrtswertung, den vierten im Super-G und Platz sieben in der Gesamtwertung.
Nach seinen guten Europacupleistungen startete Grugger ab der Saison 2003/04 im Weltcup. Er gab sein Debüt am 29. November in der Abfahrt von Lake Louise und erreichte auf Anhieb den siebenten Platz. Nach weiteren Top-10-Resultaten belegte er im Februar in der Abfahrt von St. Anton den dritten Platz und stand erstmals auf dem Podest. Den Durchbruch an die absolute Weltspitze schaffte er in der Saison 2004/05 als er die Abfahrten von Bormio und Chamonix für sich entschied. Bei den Weltmeisterschaften 2005 gelang ihm jedoch kein Spitzenresultat und er belegte als drittbester Österreicher zeitgleich mit dem Franzosen David Poisson den neunten Abfahrtsrang. Im Abfahrtsweltcup kam der Salzburger zu Saisonende auf den fünften Rang, in der Gesamtwertung auf Platz zehn. Im April 2005 wurde er Österreichischer Meister in der Abfahrt.
Im Dezember 2005 feierte Grugger seinen dritten Weltcupsieg im Super-G von Gröden, zu Jahresende kam er in der Abfahrt von Bormio jedoch schwer zu Sturz, erlitt eine Beckenverletzung und musste die Saison vorzeitig beenden. Zu Beginn des nächsten Winters erreichte Grugger den vierten Platz in der Abfahrt von Lake Louise. Er kam anschließend aber längere Zeit nicht unter die besten zehn und scheiterte an der mannschaftsinternen Qualifikation für die Weltmeisterschaften in Åre. Nach der versäumten WM belegte er den zweiten Platz in der Abfahrt von Garmisch-Partenkirchen, ehe er im März sein viertes Weltcuprennen, den Super-G in Kvitfjell, gewann.
Am 5. April 2007 erlitt Grugger bei Skitests in Saalbach-Hinterglemm einen Kreuzbandriss im linken Knie. Im August begann er wieder mit dem Schneetraining und zu Beginn der Saison 2007/08 startete er in Lake Louise wieder im Weltcup. An den nächsten Rennen nahm er wegen seines deutlichen Trainingsrückstandes nicht teil. Am 28. Dezember 2007 musste sich Grugger einer neuerlichen Knieoperation unterziehen (Riss des vorderen Kreuzbandes, Meniskusriss und eine Knorpelverletzung, wahrscheinlich bei einem Trainingssturz bereits in Lake Louise zugezogen), wodurch die Saison für ihn zu Ende war. Nach dem Sommertraining litt Grugger an einer bakteriellen Entzündung im Knie, weshalb sich sein Comeback verzögerte. Im Jänner 2009 wollte Grugger bei den Europacup-Abfahrten in Wengen starten, um sich für die eine Woche darauf stattfindenden Weltcuprennen vorzubereiten. Im Training zu den EC-Rennen erlitt er jedoch wieder einen Kreuzbandriss im rechten Knie, weshalb er auch die zweite Saison in Folge ausfiel.
Am 28. November 2009 gab Grugger nach zwei Jahren Rennpause sein Comeback in der Weltcupabfahrt von Lake Louise. Nachdem er dieses Rennen nur an 56. Stelle beendet hatte, fuhr er wenig später wieder in die Punkteränge und erreichte in der Saison 2009/10 insgesamt vier Top-10-Resultate, alle in der Abfahrt. Das beste Ergebnis war ein fünfter Platz beim Weltcupfinale in Garmisch-Partenkirchen. Bei den Olympischen Winterspielen 2010 in Vancouver belegte er Platz 22 in der Abfahrt. Zu Saisonende wurde Grugger zum zweiten Mal Österreichischer Abfahrtsmeister.
In der ersten Hälfte der Saison 2010/11 platzierte sich Grugger in drei Weltcupabfahrten unter den schnellsten 20, ehe er sich am 20. Jänner 2011 im Abfahrtstraining auf der Kitzbüheler Streif erneut schwer verletzte. Bei einem Sturz in der Mausefalle zog er sich neben einer Lungenverletzung ein schweres Schädel-Hirn-Trauma zu. Nach einem Monat auf der Intensivstation der neurochirurgischen Universitätsklinik in Innsbruck wurde er zur Rehabilitation in das Landeskrankenhaus Hochzirl verlegt und von dort am 18. März entlassen. Am 24. April 2012, 15 Monate nach dem schweren Sturz auf der Streif, gab Grugger aus gesundheitlichen Gründen das Ende seiner Karriere bekannt. Die Nachwirkungen des Sturzes ließen sein geplantes Comeback nicht zu.

## Erfolge

### Olympische Spiele
- Vancouver 2010: 22. Abfahrt

### Weltmeisterschaften
- Bormio 2005: 9. Abfahrt

### Weltcup
- Saison 2004/05: 10. Gesamtweltcup, 5. Abfahrtswertung
- Neun Podestplätze, davon vier Siege:

| Datum             | Ort       | Land       | Disziplin |
| ----------------- | --------- | ---------- | --------- |
| 29. Dezember 2004 | Bormio    | Italien    | Abfahrt   |
| 8. Jänner 2005    | Chamonix  | Frankreich | Abfahrt   |
| 16. Dezember 2005 | Gröden    | Italien    | Super-G   |
| 11. März 2007     | Kvitfjell | Norwegen   | Super-G   |

### Europacup
- Saison 2002/03: 7. Gesamtwertung, 3. Abfahrt, 4. Super-G
- Vier Podestplätze, davon zwei Siege:

| Datum         | Ort         | Land    | Disziplin |
| ------------- | ----------- | ------- | --------- |
| 11. März 2003 | Piancavallo | Italien | Abfahrt   |
| 12. März 2003 | Piancavallo | Italien | Super-G   |

### Juniorenweltmeisterschaften
- Verbier 2001: 2. Riesenslalom, 16. Abfahrt

### Österreichische Meisterschaften
- Österreichischer Meister in der Abfahrt 2005 und 2010

### Weitere Erfolge
- 5 Siege in FIS-Rennen